# Världsmästerskapen i skidskytte 2012
Världsmästerskapen i skidskytte 2012 avgjordes på Chiemgau-Arena i Ruhpolding, Tyskland, den 1-11 mars 2012. Ruhpolding vann omröstningen om värdskapet över Lahtis i Finland och Nové Město na Moravě i Tjeckien.
Chiemgau-Arena hade tidigare arrangerat världsmästerskapen i skidskytte 1979, 1985 och 1996.
I Sverige stod TV4 och Eurosport för sändningarna.

## Ansökande städer
- Ruhpolding, Tyskland - Vinnare
- Nové Město na Moravě, Tjeckien
- Lahtis, Finland

## Tävlingstider
- Alla tider nedan är i lokal tid, alltså centraleuropeisk tid.

| Datum   | Tid   | Gren                             |
| ------- | ----- | -------------------------------- |
| 1 mars  | 15:30 | 2 x 6 km + 2 x 7,5 km mixstafett |
| 3 mars  | 12:30 | Herrar 10 km sprint              |
| 3 mars  | 15:30 | Damer 7,5 km Sprint              |
| 4 mars  | 13:15 | Herrar 12,5 km jaktstart         |
| 4 mars  | 16:00 | Damer 10 km jaktstart            |
| 6 mars  | 15:15 | Herrar 20 km distans             |
| 7 mars  | 15:15 | Damer 15 km distans              |
| 9 mars  | 15:15 | Herrar 4 x 7,5 km stafett        |
| 10 mars | 15:15 | Damer 4 x 6 km stafett           |
| 11 mars | 13:30 | Herrar 15 km masstart            |
| 11 mars | 16:00 | Damer 12,5 km masstart           |

## Resultat
Klicka på respektive disciplin för att se mer information om den 

### Mixstafett
| Datum       | Disciplin                       | Guld                                                                        | Silver                                                      | Brons                                                                   |
| 1 mars 2012 | Mixstafett (2 x 6 + 2 x 7,5 km) | Norge Tora Berger Synnøve Solemdal Ole Einar Bjørndalen Emil Hegle Svendsen | Slovenien Andreja Mali Teja Gregorin Klemen Bauer Jakov Fak | Tyskland Andrea Henkel Magdalena Neuner Andreas Birnbacher Arnd Peiffer |

### Herrar
| Datum        | Disciplin            | Guld                                                                     | Silver                                                                      | Brons                                                                |
| 3 mars 2012  | Sprint (10 km)       | Martin Fourcade                                                          | Emil Hegle Svendsen                                                         | Carl Johan Bergman                                                   |
| 4 mars 2012  | Jaktstart (12,5 km)  | Martin Fourcade                                                          | Carl Johan Bergman                                                          | Anton Sjipulin                                                       |
| 6 mars 2012  | Distans (20 km)      | Jakov Fak                                                                | Simon Fourcade                                                              | Jaroslav Soukup                                                      |
| 9 mars 2012  | Stafett (4 x 7,5 km) | Norge Ole Einar Bjørndalen Rune Brattsveen Tarjei Bø Emil Hegle Svendsen | Frankrike Jean-Guillaume Béatrix Simon Fourcade Alexis Bœuf Martin Fourcade | Tyskland Simon Schempp Andreas Birnbacher Michael Greis Arnd Peiffer |
| 11 mars 2012 | Masstart (15 km)     | Martin Fourcade                                                          | Björn Ferry                                                                 | Fredrik Lindström                                                    |

### Damer
| Datum        | Disciplin          | Guld                                                                 | Silver                                                                       | Brons                                                                   |
| 3 mars 2012  | Sprint (7,5 km)    | Magdalena Neuner                                                     | Darja Domratjeva                                                             | Vita Semerenko                                                          |
| 4 mars 2012  | Jaktstart (10 km)  | Darja Domratjeva                                                     | Magdalena Neuner                                                             | Olga Viluchina                                                          |
| 7 mars 2012  | Distans (15 km)    | Tora Berger                                                          | Marie-Laure Brunet                                                           | Helena Ekholm                                                           |
| 10 mars 2012 | Stafett (4 x 6 km) | Tyskland Tina Bachmann Magdalena Neuner Miriam Gössner Andrea Henkel | Frankrike Marie-Laure Brunet Sophie Boilley Anaïs Bescond Marie Dorin Habert | Norge Fanny Welle-Strand Horn Elise Ringen Synnøve Solemdal Tora Berger |
| 11 mars 2012 | Masstart (12,5 km) | Tora Berger                                                          | Marie-Laure Brunet                                                           | Kaisa Mäkäräinen                                                        |

## Medaljtabeller

### Nation
Värdnation
| Pl.    | Nation    | Guld | Silver | Brons | Totalt |
| ------ | --------- | ---- | ------ | ----- | ------ |
| 1      | Norge     | 4    | 1      | 1     | 6      |
| 2      | Frankrike | 3    | 5      | 0     | 8      |
| 3      | Tyskland  | 2    | 1      | 2     | 5      |
| 4      | Belarus   | 1    | 1      | 0     | 2      |
| 4      | Slovenien | 1    | 1      | 0     | 2      |
| 6      | Sverige   | 0    | 2      | 3     | 5      |
| 7      | Ryssland  | 0    | 0      | 2     | 2      |
| 8      | Ukraina   | 0    | 0      | 1     | 1      |
| 8      | Tjeckien  | 0    | 0      | 1     | 1      |
| 9      | Finland   | 0    | 0      | 1     | 1      |
| Totalt | Totalt    | 11   | 11     | 11    | 33     |

### Individuellt
Nedan listas alla tävlande med två eller fler medaljer.
| Pl. | Nation               | Guld | Silver | Brons | Totalt |
| --- | -------------------- | ---- | ------ | ----- | ------ |
| 1   | Martin Fourcade      | 3    | 1      | 0     | 4      |
| 2   | Tora Berger          | 3    | 0      | 1     | 4      |
| 3   | Magdalena Neuner     | 2    | 1      | 1     | 4      |
| 4   | Emil Hegle Svendsen  | 2    | 1      | 0     | 3      |
| 5   | Ole Einar Björndalen | 2    | 0      | 0     | 2      |
| 6   | Marie-Laure Brunet   | 0    | 3      | 0     | 3      |
| 7   | Darja Domratjeva     | 1    | 1      | 0     | 2      |
| 7   | Jakov Fak            | 1    | 1      | 0     | 2      |
| 9   | Synnøve Solemdal     | 1    | 0      | 1     | 2      |
| 9   | Andrea Henkel        | 1    | 0      | 1     | 2      |
| 11  | Simon Fourcade       | 0    | 2      | 0     | 2      |
| 12  | Carl Johan Bergman   | 0    | 1      | 1     | 2      |
| 13  | Arnd Peiffer         | 0    | 0      | 2     | 2      |
| 13  | Andreas Birnbacher   | 0    | 0      | 2     | 2      |